# 聖母子と聖ヒエロニムス、トレンティーノの聖ニコラウス
『聖母子と聖ヒエロニムス、トレンティーノの聖ニコラウス』（せいぼしとせいヒエロニムス、トレンティーノのせいニコラウス、伊: Madonna col Bambino tra i santi Girolamo e Nicola da Tolentino、英: Madonna and Child with Saint Jerome and Saint Nicholas of Tolentino）は、イタリア・盛期ルネサンスのヴェネツィア派の画家ロレンツォ・ロットが1523–1524年ごろ、キャンバス上に油彩で制作した絵画である。作品は1911-1955年にはオックスフォードのドーキンズ (Dawkins) ・コレクションにあり、次いでニューヨークのハイネマン (Heinemann) ・コレクションに入ったが、1960年以来ボストン美術館に所蔵されている。なお、ボストン美術館には、ロットの工房による『聖カタリナの神秘の結婚』 (アルテ・ピナコテーク、ミュンヘン) のヴァージョンも収蔵されている。

## 作品
作品は、画家のベルガモ時代の終わりに制作された。溢れんばかりの豊かな色彩と奥行きのある風景描写にロットならではの特徴を見ることができる。聖母子が身体をあずけるのは祭壇である。2人の左側には聖ヒエロニムスが、右側にはトレンティーノの聖ニコラウスが描かれている。
幼子イエス・キリストの下の小さな棺は、左側で泣いている聖ヒエロニムスの十字架と同様に、来るべきキリストの死を予告する。とはいえ、キリストは十字架の反対側に身体を反らし、聖ニコラウスが持つ白いユリの花の下に描かれている。この花は聖母マリアが懐妊したことを知らせる「受胎告知」と、キリストの死後の「復活」を連想させる。キリストの死に対する瞑想は、彼の「受難」と人間の救済を理解するために奨励された。人間の感情に対するロットの繊細さが、聖ヒエロニムスと聖ニコラウスの表情の中に見て取れる。
コスタ・ディ・メッツァーテのパルマ・カモッツィ (Palma Camozzi) ・コレクションにある1522年制作の『聖母子と洗礼者聖ヨハネ、聖カタリナ』は通常、本作より早い時期のヴァージョンとされ、両作は同じ準備素描を用いている。